# Karsten Kobs
Karsten Kobs (ur. 16 września 1971) – niemiecki lekkoatleta, młociarz.

## Sukcesy
- 2 zwycięstwa podczas Superligi Pucharu Europy (Madryt 1996 i Florencja 2003)
- brąz Mistrzostw Europy w Lekkoatletyce (Budapeszt 1998)
- złoty medal podczas Mistrzostw Świata w Lekkoatletyce (Sewilla 1999)
- 8. miejsce na Igrzyskach olimpijskich (Ateny 2004), Kobs reprezentował Niemcy również na dwóch poprzednich Igrzyskach (Atlanta 1996 i Sydney 2000), gdzie jednak odpadał w kwalifikacjach
- 3. miejsce w Finale Grand Prix IAAF (Doha 2000)
- 3. miejsce na Pucharze świata (Madryt 2002)

Rekord życiowy Kobsa w rzucie młotem wynosi 82.78 m, wynik ten otwierał listy światowe w 1999.